# Moulin Fisenne
De Moulin Fisenne is een voormalige watermolen op de Vesder in de tot de deelgemeente Cornesse van de Belgische gemeente Pepinster behorende plaats Goffontaine, gelegen aan Goffontaine 47.
Deze turbinemolen diende achtereenvolgens als ijzermolen, volmolen en korenmolen.

## Geschiedenis
Omstreeks 1700 begon ene Jacques Philippe Dejong een metaalverwerkend bedrijf (fenderie) en kreeg toestemming een aftakking van de Vesder te graven om daar een watermolen te vestigen. De bedoeling was om aldus in het Hertogdom Limburg de metallurgische industrie te ontwikkelen. Zo ontstonden er conflicten met de metaalindustrie in het Prinsbisdom Luik. In 1747 werd een woonhuis gebouwd van kasteelachtige allure. De schoorsteen werd gesierd met een smeedijzeren windvaan welke een gevleugelde griffioen verbeeldde: Het embleem van de familie Dejong.
Vanaf 1790 ging het neerwaarts. In 1800, toen er nog vijf mensen werkzaam waren, zette men het bedrijf om in een pletterij, maar deze kon niet concurreren tegen de pletterijen in het Luikse bekken.
In 1808 werd de molen omgebouwd tot volmolen. Een vijver moest voor voldoende schoon water zorgen. Het tot het vollen behorende aanstampen geschiedde met waterkracht. In 1834 werd een nieuwe molen gebouwd, een honderdtal meter stroomafwaarts gelegen. Vanaf 1865 diende de molen een wolspinnerij en kaarderij. Weinig is bekend omtrent de geschiedenis van deze fabriek, maar in 1960 werd de molen geërfd door Michele Fisenne welke de molen inzette als korenmolen, waartoe een elektromotor werd ingezet, waartoe de turbine werd ingezet om elektriciteit te produceren. In 1997 werd de turbine nog gemoderniseerd, maar in 2003 werd het bedrijf stopgezet en werd het interieur gesloopt. De gebouwen huisvestten sindsdien een ponyclub.